# أحمد السركتي
أحمد بن محمد السركتي الأنصاري (بالإندونيسية: Ahmad Surkati) ـ (1875 في دنقلة، دولة السودان المهدية ـ 6 سبتمبر 1943 في باتافيا، الهند الشرقية الهولندية) هو مؤسس جمعية الإصلاح والإرشاد العربية، التي تغير اسمها فيما بعد إلى "جمعية الإصلاح والإرشاد الإسلامية"، في باتافيا (جاكرتا) في أغسطس 1915. وقد كان لجمعية الإصلاح والإرشاد (التي اشتهرت اختصارًا باسم "الإرشاد") دور بارز في تكوين الفكر الإسلامي في إندونيسيا.